# Algemene Nederlandse Gehandicapten Organisatie
De Algemene Nederlandse Gehandicapten Organisatie (Ango) was van 1999 tot 2016 een Nederlandse vereniging die zich inzette voor mensen met een functiebeperking of chronische ziekte. Zo zorgden ze onder andere voor het verbeteren van de levensomstandigheden voor deze mensen.
De Ango is in 1999 ontstaan uit een fusie van ANIB, AVO Integratie Gehandicapten en GON; organisaties die zich daarvoor ook inzetten voor de belangen van mensen met een handicap, de AVO deed dat al vanaf 1927. De Ango telde 20 medewerkers en 17.500 leden. Deze waren actief in tachtig regionale afdelingen die zorg droegen voor activiteiten in de regio, het bieden van individuele financiële hulp, lotgenotencontact en advisering over sociaal juridische zaken. Daarmee zorgden zij voor een optimale zelfontplooiing, het mogelijk maken van het zo zelfstandig mogelijk functioneren in de samenleving en het zijn van volwaardige burgers binnen de Nederlandse samenleving.
De Ango had 20.000 vrijwilligers/collectanten die zich jaarlijks inzetten voor handicap.nl, de fondsenwervingorganisatie van de Ango. Vanuit het Angofonds werden gehandicapten en chronisch zieken financieel ondersteund voor kosten die niet via de zorgverzekeraar of volgens officiële instanties buiten het sociaal voorzieningenpakket vielen. Ango had het CBF-Keur, een keurmerk van het Centraal Bureau Fondsenwerving.
Bij vonnis van 15 maart 2016 heeft de rechtbank Midden-Nederland te Utrecht de vereniging met volledige rechtsbevoegdheid Algemene Nederlandse Gehandicapten Organisatie (KvK 32072748) in staat van faillissement verklaard. Het faillissement is mede veroorzaakt doordat (een deel van) het voormalige bestuur zich schuldig maakte aan wanbeleid en fraude.